# Sukkur
Sukkur er en by i det syd-centrale Pakistan med 499.900(2017) indbyggere. Byen ligger i distriktet Sindh, ved bredden af Indus-floden. Området omkring Multan er et af de mest benyttede landbrugsområder i Pakistan.